# Kerkhof van Pendé

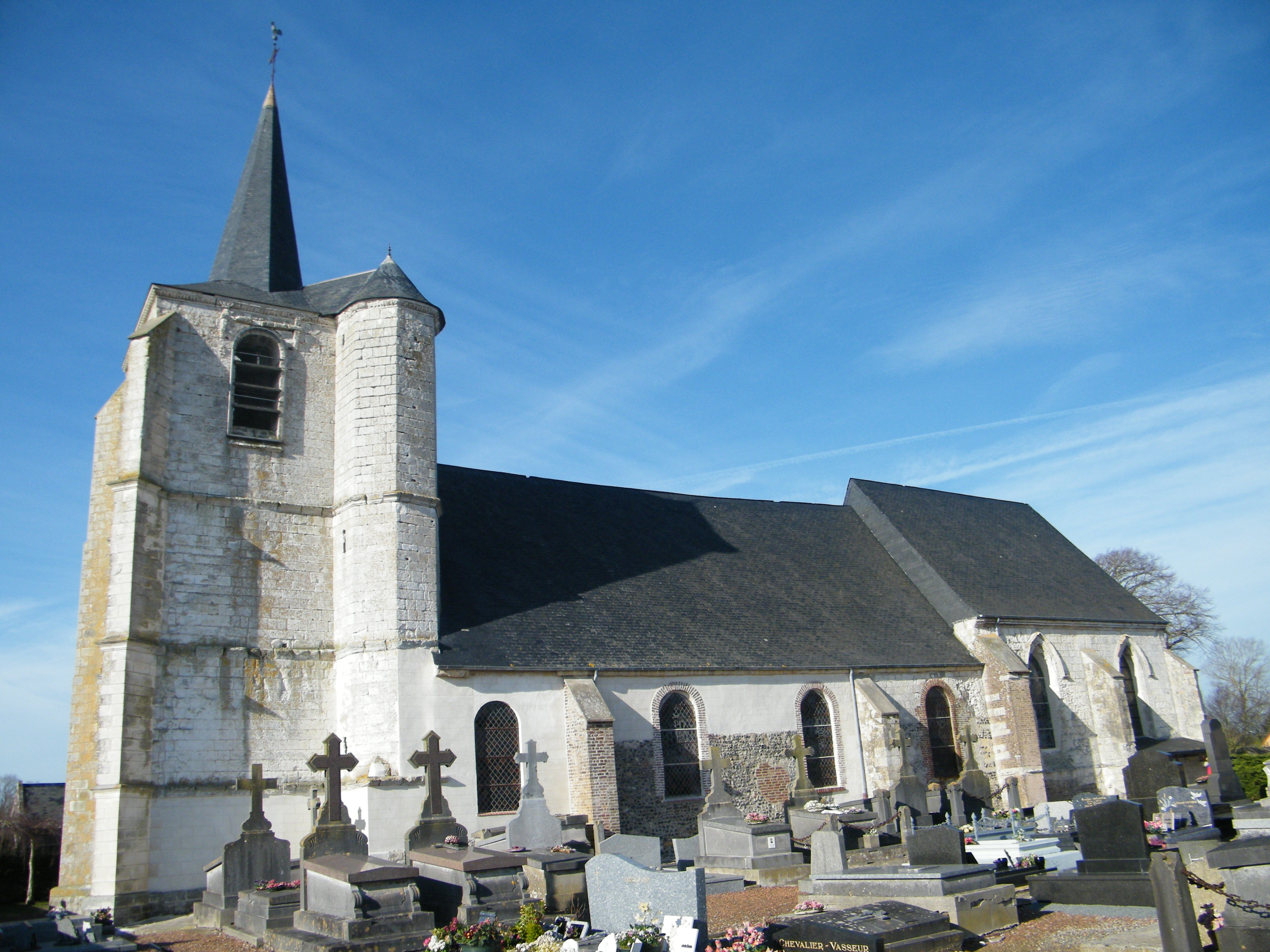
De kerk van Pendé

Het kerkhof van Pendé is een begraafplaats gelegen bij de Église Saint-Martin van de Franse plaats Pendé in het departement Somme in de regio Hauts-de-France.

## Militaire graven
De begraafplaats telt 9 geïdentificeerde Gemenebest graven uit de Tweede Wereldoorlog. Deze militaire graven worden onderhouden door de Commonwealth War Graves Commission, die het kerkhof heeft ingeschreven als Pende Churchyard.